# 延边人民出版社
延边人民出版社是中华人民共和国的一家出版社，成立于1951年8月19日，社址位于吉林省延吉市。